# Ampul·la (recipient)

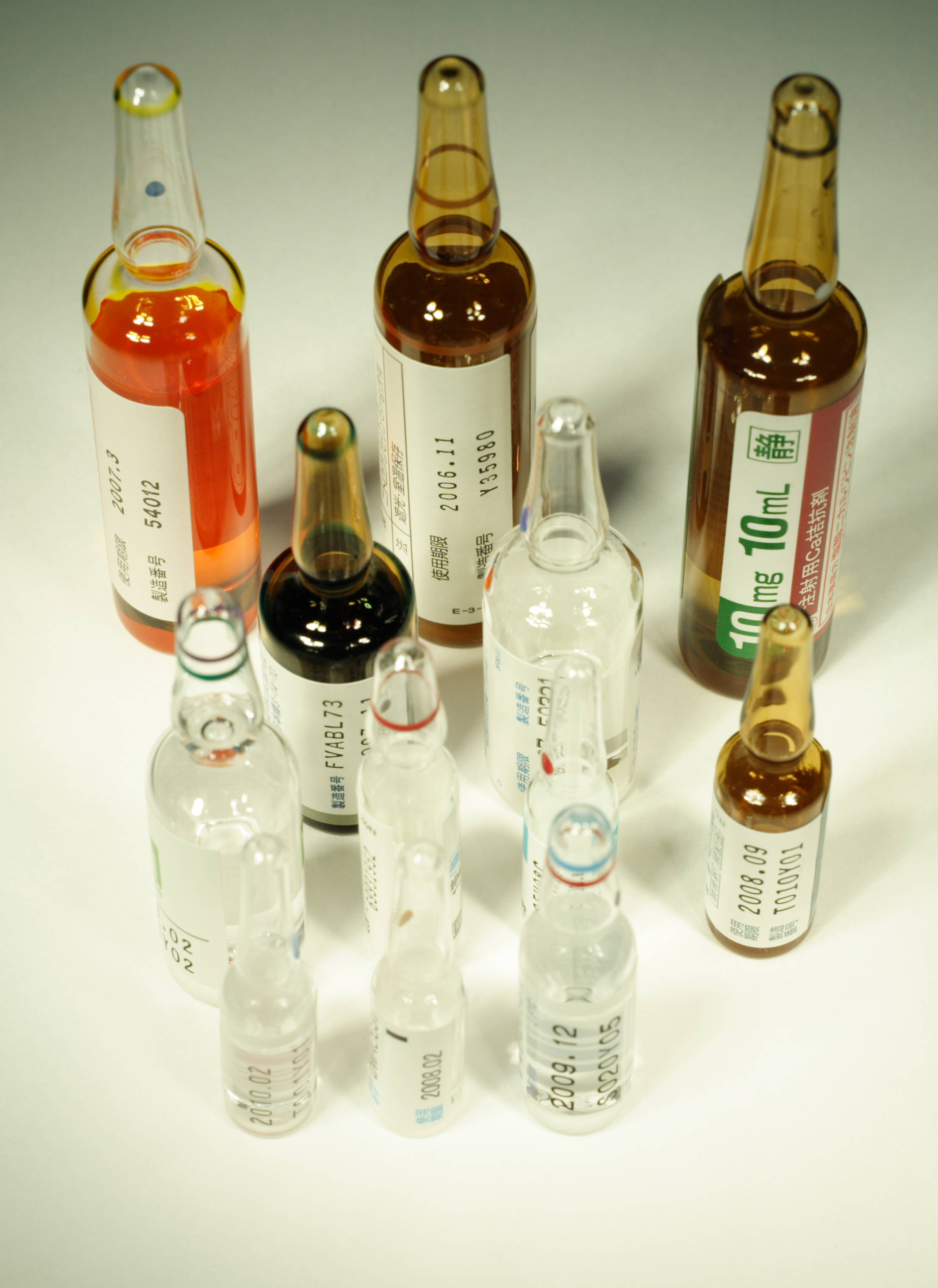
Ampul·les contenint fàrmacs

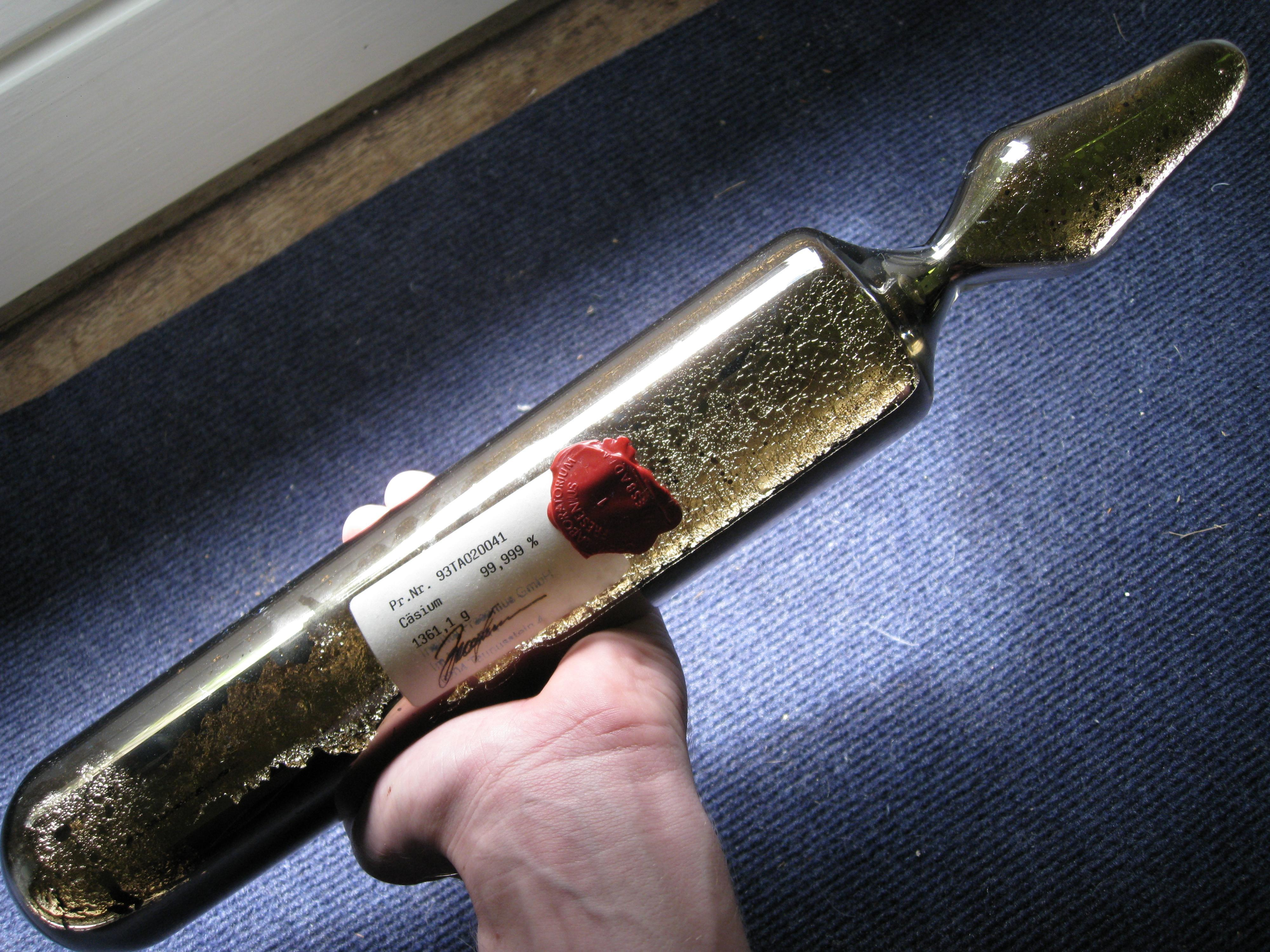
Ampul·la gran contenint 1.3 kg de cesi d'alta puresa

Una ampul·la (anomenada també ampolleta i de vegades vial) és un recipient segellat que serveix per contenir i preservar petites quantitats de substàncies en forma sòlida (generalment pols) o líquida. Habitualment són fetes de vidre, encara que també n'hi ha de plàstic. Poden tenir diverses formes, i la seva mida sol ser petita. El seu nom ve del llatí ampulla, que vol dir ampolla petita, i feia referència a envasos per a servir vi, o per guardar-hi perfums i altres cosmètics.
Les ampul·les modernes s'utilitzen habitualment per contenir fàrmacs i productes químics que cal preservar de l'aire i pol·luents. Per això són segellades hermèticament per fusió del seu extrem superior amb una flama, i per obrir-les cal trencar-ne el coll. Per afavorir la fractura neta del coll, aquest està marcat prèviament, o bé cal marcar-lo amb una serreta. De vegades, l'espai per damunt del producte s'omple amb un gas inert abans de segellar-la. Hi ha algunes ampul·les que estan segellades per fusió pels dos extrems (ampul·les de dues puntes).
Les ampul·les de vidre poden ser més cares que els flascons normals i altres contenidors, però en diverses situacions la seva estanquitat als gasos i líquids i el seu interior tot de vidre justifiquen la despesa. Exemples de productes distribuïts en ampul·les són els fàrmacs injectables, reactius sensibles a l'aire, materials higroscòpics, i reactius per anàlisi. També s'utilitzen per cosmètics, tot i que de vegades més per afavorir la impressió d'un pretès aval científic que per una necessitat real com a mesura de conservació. De la mateixa manera també s'usen en la comercialització de productes dietètics.
La denominació vial, en sentit estricte, es correspon a un petit flascó amb un tap de goma segellat per una càpsula metàl·lica, que permet la punció amb una agulla hipodèrmica, per afegir-hi un líquid solvent al contingut sòlid i després aspirar-ho tot plegat. També n'hi ha que serveixen com a mitjà de transport i cultiu per mostres microbiològiques com els flascons per hemocultiu.

## Ampul·les històriques
Històricament les ampul·les eren usades pels cristians de l'Imperi Romà per contenir una petita mostra de sang d'una persona després de la mort, i que es dipositava amb ella a les catacumbes.
Originalment es creia que només es feia aquest ritu amb els màrtirs, però es pensa que era una tradició amplament practicada.

### San Gennaro
Una ampul·la, datada de l'any 305 i plena de la sang de Sant Genar (San Gennaro), bisbe de Benevent i patró de Nàpols, s'ha mantingut durant segles a la Catedral de Nàpols. Cada any, el 19 de setembre, el poble celebra la festa del sant, quan el contingut sòlid de color marró vermellós de l'ampul·la liqua després d'haver estat treta d'una caixa forta, portada en processó i col·locada a l'altar de la Catedral.

### Sainte Ampoule

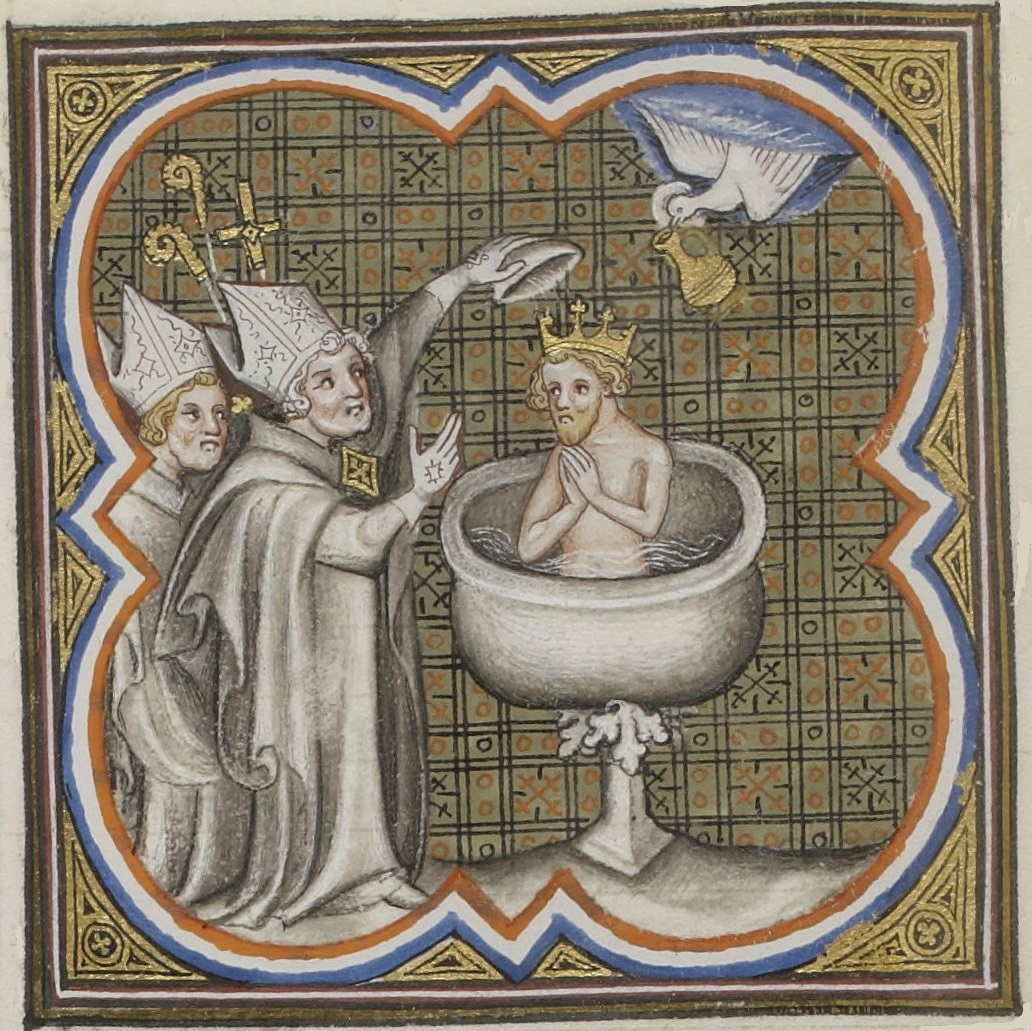
L'Esperit Sant porta la Sainte Ampoule pel bateig de Clodoveu I

Una altra ampul·la famosa és la Santa Ampul·la (Sainte Ampoule), que contenia l'oli per la unció de coronació de la monarquia francesa. L'oli s'atribueix a l'època de Clodoveu I, es va mantenir durant un temps en la tomba de Sant Remigi i més tard a la Catedral de Notre-Dame de Reims. L'Orde dels Cavallers de la Santa Ampul·la fou creat per a la coronació dels reis. L'ampul·la fou trencada el 1793 pels revolucionaris francesos, però una part de l'oli se suposa que es va salvar i es va utilitzar en la coronació de Carles X .

## Producció
Les ampul·les de vidre modernes es produeixen industrialment amb tubs de vidre curts, modelats per calor amb un bufador de gas i la gravetat en línies de producció automatitzada.
El control de qualitat es fa amb tècniques de visió digital.
L'emplenament i segellatge es pot fer de manera automatitzada a escala industrial, o bé a mà en indústries a petita escala i laboratoris. Ampul·les buides es poden obtenir en distribuïdors de material científic i tancades amb un bufador de gas. Amb una línia de Schlenk es pot fer el tancament sota atmosfera inert.